# Bertalan család (másképp Korkay)
Bertalan család (alias Korkay), egy erdélyi nemesi család.

## A család története
Bertalan másképp Korkay Márton és felesége Illyei Katalin címeres nemeslevelet 1617. április 26-án Bethlen Gábortól erdélyi fejedelemtől nyert.

## Címer leírása
A család címere (1617): kék pajzsban vörös ruhás és zöld köpenyes, kalpagos férfi jobbjában véres kardot, baljában halat tart; zárt sisak; takarók: különböző szinek. 